# Villiersiellina tekeensis
Villiersiellina tekeensis är en mångfotingart som beskrevs av Demange och Jean-Paul Mauriès 1975. Villiersiellina tekeensis ingår i släktet Villiersiellina och familjen Cryptodesmidae. Inga underarter finns listade i Catalogue of Life.